# Brøndby Volleyball Klub 2015-2016
Questa voce raccoglie le informazioni riguardanti il Brøndby Volleyball Klub nelle competizioni ufficiali della stagione 2015-2016.

## Organigramma societario
Area direttiva
- Presidente: Steen Spangen
- Vicepresidente: Ernst Knudsen

Area organizzativa
- Tesoriere:  Nicolaj Bergerud

Area tecnica
- Allenatore: Jens Bang
- Allenatore in seconda: Martin Spangen
- Assistente allenatore: Holger Schultz, Stenn Spangen
- Scout man: Trine Jonassen

## Rosa
| N° | Nome                    | Ruolo | Data di nascita   | Nazionalità sportiva |
| -- | ----------------------- | ----- | ----------------- | -------------------- |
| 1  | Eva Bang                | P     | 20 dicembre 1990  | Danimarca            |
| 2  | Ida Flensted            | S/O   | 28 luglio 1995    | Danimarca            |
| 4  | Terese Ammundsen        | C     | 27 maggio 1991    | Danimarca            |
| 5  | Trine Kjelstrup         | S     | 4 dicembre 1994   | Danimarca            |
| 7  | Maria Demencia Morales  | S     | 21 dicembre 1992  | Stati Uniti          |
| 8  | Daria Woźniak           | S     | 19 marzo 1993     | Polonia              |
| 9  | Cecilie Olsen           | S     | 8 settembre 1989  | Danimarca            |
| 10 | Sigrid Christiansen     | P     | 17 settembre 1996 | Danimarca            |
| 11 | Paulina Hougaard-Jensen | C     | 11 ottobre 1996   | Danimarca            |
| 12 | Julie Mikaelsen         | S/O   | 20 marzo 1990     | Norvegia             |
| 13 | Rikke Larsen            | L     | 7 aprile 1988     | Danimarca            |
| 14 | Dominique Thompson      | C     | 24 agosto 1992    | Stati Uniti          |
| 15 | Laura Kjelstrup         | S     | 28 maggio 1996    | Danimarca            |